# Војин Ђурашиновић
Војин Ђурашиновић — Костја (Велики Бастаји, код Дарувара, 27. децембар 1919 — Београд, 18. мај 1982), учесник Народноослободилачке борбе, друштвено-политички радник СР Србије и народни херој Југославије.

## Биографија
Рођен је 27. децембра 1919. године у селу Велики Бастаји, код Дарувара, у породици сиромашног земљорадника. Основну школу завршио је у родном селу. Године 1932, отишао је у Београд на изучавање водоинсталатерског заната. После четири године шегртовања, постао је радник-монтер. Постепено се укључио у раднички покрет.
У мају 1940. године, отишао је на одслужење војног рока у тенковски батаљон. С временом се повезао са комунистима. Његова веза био је лимарски радник из Београда, Добривоје Филиповић.
Априлски рат 1941, затекао је Ђурашиновића на одслужењу војног рока. Успео је да избегне заробљавање и вратио се у Београд, где се одмах повезао са Комунистичком партијом Југославије (КПЈ) преко Филиповића. Ускоро су Војин и Добривоје, под руководством партијске организације из Раковице, ушли у састав једне диверзантске групе. Почетком јула, учествовао је у паљењу камиона пред зградом Немачке команде на Црвеном Крсту. Учествовао је у још неколико диверзантских акција, након чега је отишао у партизане. Дана 17. августа, група од 30 београдских радника и студената, међу којима и Војин, отишла је на Космај. Од те групе формирана је Друга чета Космајског партизанског одреда.
Већ почетком септембра, Војин је постао један од бољих пушкомитраљезаца Космајског одреда. У то је време постао кандидат за чланство у КПЈ. Тада је добио и надимак Костја, по руском филму „Пастир Костја“.
Одред је крајем октобра имао неколико тежих рањеника, па је одлучено да их се пребаци на слободну територију Ужичке републике. Војин је са неколико другова био одређен да буде пратња рањеницима. На путу до Ужица, четници су заробили пратњу и рањенике код села Моравци, код Љига. Предали су их Немцима код Словца, који су кренули да их одведу у Ваљево. Војин је успео да побегне, након чега је стигао у Ужице и прикључио се свом одреду на Златибору, који се тада повлачио у Санџак.
Децембра 1941. године, Војин је примљен у чланство КПЈ и постао заменик командира чете. Почетком јануара 1942, Космајски одред се вратио у Србију на Космај, док је Војин остао у болници у Новој Вароши. Након лечења је прешао у Ужички батаљон, који је 1. марта 1942. ушао у састав Друге пролетерске бригаде.
Са својим батаљоном, унутар Друге пролетерске бригаде, учествовао је у борби са четницима код Гата у Херцеговини, јуна 1942. године. У тој је борби био рањен. После тога, био је постављен за политичког комесара Четвртог батаљона Друге пролетерске бригаде. Крајем децембра 1942. године, када је Друга пролетерска бригада поново напала усташко упориште Купрес, Војин је био одређен за командира танкете (оклопна кола), којом је требало упасти у Купрес и унети пометњу међу усташама. План није успео, али је Војин извршио успешно извлачење чланова тима. Притом је био рањен више пута.
Услед задобијених рана, Војин је био међу 4.000 рањеника који су прешли Неретву током Четврте непријатељске офанзиве. После битке на Сутјесци, био је постављен за заменика политичког комесара Четвртог батаљона Друге пролетерске бригаде.
Био је рањен по трећи пут маја 1944. године, у окршају на планини Златар за време продора Друге пролетерске и Пете крајишке дивизије. Његов батаљон је у борбама око Варде штитио болницу и у критичној ситуацији Војин је помагао борцима у преношењу рањеника. Половином 1944. године, био је постављен за заменика политичког комесара Друге пролетерске бригаде и на тој је дужности остао до краја рата.

### Послератни период
После рата, првобитно је био политички комесар Друге тенковске бригаде, а затим је отишао на рад у политичко одељење Четврте армије ЈА. Године 1950, прешао је на службу у Управу државне безбедности за Србију (УДБ), где је остао до одласка у пензију, 1966. године.
После тога је живео у Београду и био активан у друштвено-политичким организацијама. Био је члан Савезног комитета Социјалистичког савеза радног народа Југославије (ССРНЈ), Републичког одбора СУБНОР-а Србије и члан Савета Социјалистичке Републике Србије. Био је први председник Шаховског савеза Београда (ШСБ) од 1957. до 1967. године и генерални секретар Шаховског савеза Југославије (ШСЈ).
Умро је 18. маја 1982. године у Београду. Сахрањен је у Алеји заслужних грађана на Новом гробљу у Београду.
Данас по њему носи име једна улица у београдском насељу Миријево на Звездари.

## Литерарни рад и одликовања
Аутор је књиге Рат и шах, издане 1983. године. Његова остала дела су:
- Мартовски и априлски дани у Београду 1941. (Београд, 1961),
- Стазама пролетерским (Београд, 1961),
- Командант Луне (Београд, 1962).

Носилац је Партизанске споменице 1941. и више југословенских одликовања, међу којима су — Орден братства и јединства са златним венцем, Орден партизанске звезде са сребрним венцем, Орден за храброст, Орден партизанске звезде са пушкама и Орден заслуга за народ са сребрном звездом. Орденом народног хероја одликован је 20. децембра 1951. године.